# Agua Zarca (Chiapas)
Agua Zarca es una localidad del estado mexicano de Chiapas. Es parte del municipio de Frontera Comalapa.

## Demografía
| Gráfica de evolución demográfica |
|                                  |

| Censo | Población |
| ----- | --------- |
| 1980  | 302       |
| 1990  | 627       |
| 2000  | 1 105     |
| 2010  | 1 495     |
| 2020  | 2 103     |